# William Crawley-Boevey
William Walstan Crawley-Boevey (30 de maio de 1960) é um matemático inglês. É desde 2016 Alexander von Humboldt Professor na Universidade de Bielefeld, de licença de seu cargo de professor na Universidade de Leeds.
Recebeu o Prêmio Berwick de 1991. Foi palestrante convidado do Congresso Internacional de Matemáticos em Madrid (2006: Quiver algebras, weighted projective lines, and the Deligne-Simpson problem).

## Publicações selecionadas
- Crawley-Boevey, W. W. (1988), «On tame algebras and bocses», Proceedings of the London Mathematical Society, Third Series, 56 (3): 451–483, MR 931510, doi:10.1112/plms/s3-56.3.451.
- Crawley-Boevey, William; Holland, Martin P. (1998), «Noncommutative deformations of Kleinian singularities», Duke Mathematical Journal, 92 (3): 605–635, MR 1620538, doi:10.1215/S0012-7094-98-09218-3.
- Crawley-Boevey, William (2001), «Geometry of the moment map for representations of quivers», Compositio Mathematica, 126 (3): 257–293, MR 1834739, doi:10.1023/A:1017558904030.